# تاریخ احتمال
نظریهٔ احتمال مطالعهٔ رویدادهای احتمالی از دیدگاه ریاضیات است.
بعبارت دیگر، نظریه احتمال به شاخه‌ای از ریاضیات گویند که با تحلیل وقایع تصادفی سروکار دارد. هسته تئوری احتمال را متغیرهای تصادفی و فرایندهای تصادفی و پیشامدها تشکیل می‌دهند.
نظریه احتمال علاوه بر توضیح پدیده‌های تصادفی به بررسی پدیده‌هایی می‌پردازد که لزوماً تصادفی نیستند ولی با تکرار زیاد دفعات آزمایش نتایج از الگویی مشخص پیروی می‌کنند، مثلاً در آزمایش پرتاب سکه یا تاس با تکرار آزمایش می‌توانیم احتمال وقوع پدیده‌های مختلف را حدس بزنیم و مورد بررسی قرار دهیم. نتیجه بررسی این الگوها قانون اعداد بزرگ و قضیه حد مرکزی است.

## پیدایش

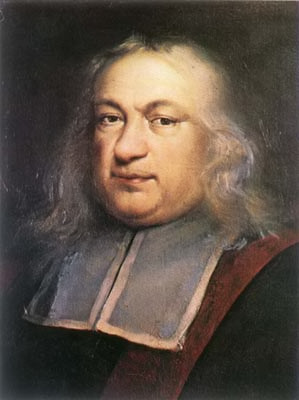
پیر فرما

بک اختلاف نظر در قمار بازی در سال ۱۶۵۴، منجر به پیدایش نظریه احتمال در ریاضیات توسط دو ریاضیدان مشهور فرانسوی، پاسکال و فرما، شد. آنتوان گمبود، یک نجیب زادهٔ فرانسوی که به سوالات مربوط به بازی‌ها و قمار علاقه‌مند بود، توجه پاسکال را به یک تناقض ظاهری مربوط به یک تاس بازی بسیار مشهور جلب کرد. در این بازی، هر بازیکن می‌بایست یک جفت تاس را ۲۴ مرتبه پرتاب می‌کرد. سؤال اصلی این بود که آیا شرط‌بندی بر سر این که حداقل یک بار از ۲۴ بار، جفت ۶ ظاهر شود منطقی است یا خیر.

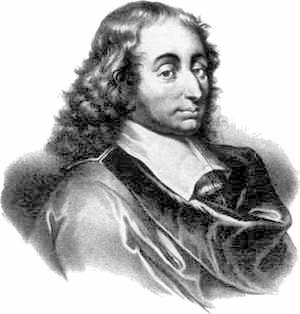
پاسکال

طرح چنین مسایلی، به نامه نگاری‌هایی بین پاسکال و فرما منجر شد و به این ترتیب اصول پایه ای نظریهٔ احتمال برای اولین بار شکل گرفت. با وجود این که تعداد محدودی از مسایل مربوط به بازی‌های شانسی در قرن‌های ۱۵ و ۱۶ توسط ریاضیدانان ایتالیایی حل شده بود، اما تا پیش از این هیچ نظریهٔ عمومی برای احتمال ارایه نشده بود.

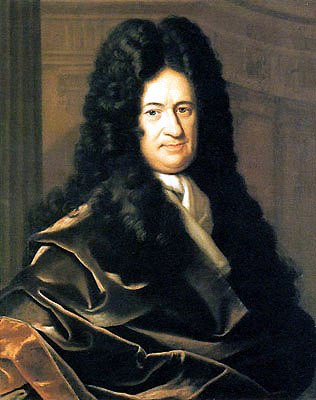
لایب نیتس

کریستین هویگنس، دانشمند هلندی، و از استادان لایب نیتس، مدت کوتاهی بعد از این نامه نگاری‌ها، اولین کتاب دربارهٔ احتمال را با عنوان بازی با تاس منتشر کرد. این کتاب مسایل مرتبط با قمار را مورد بحث قرار داده بود

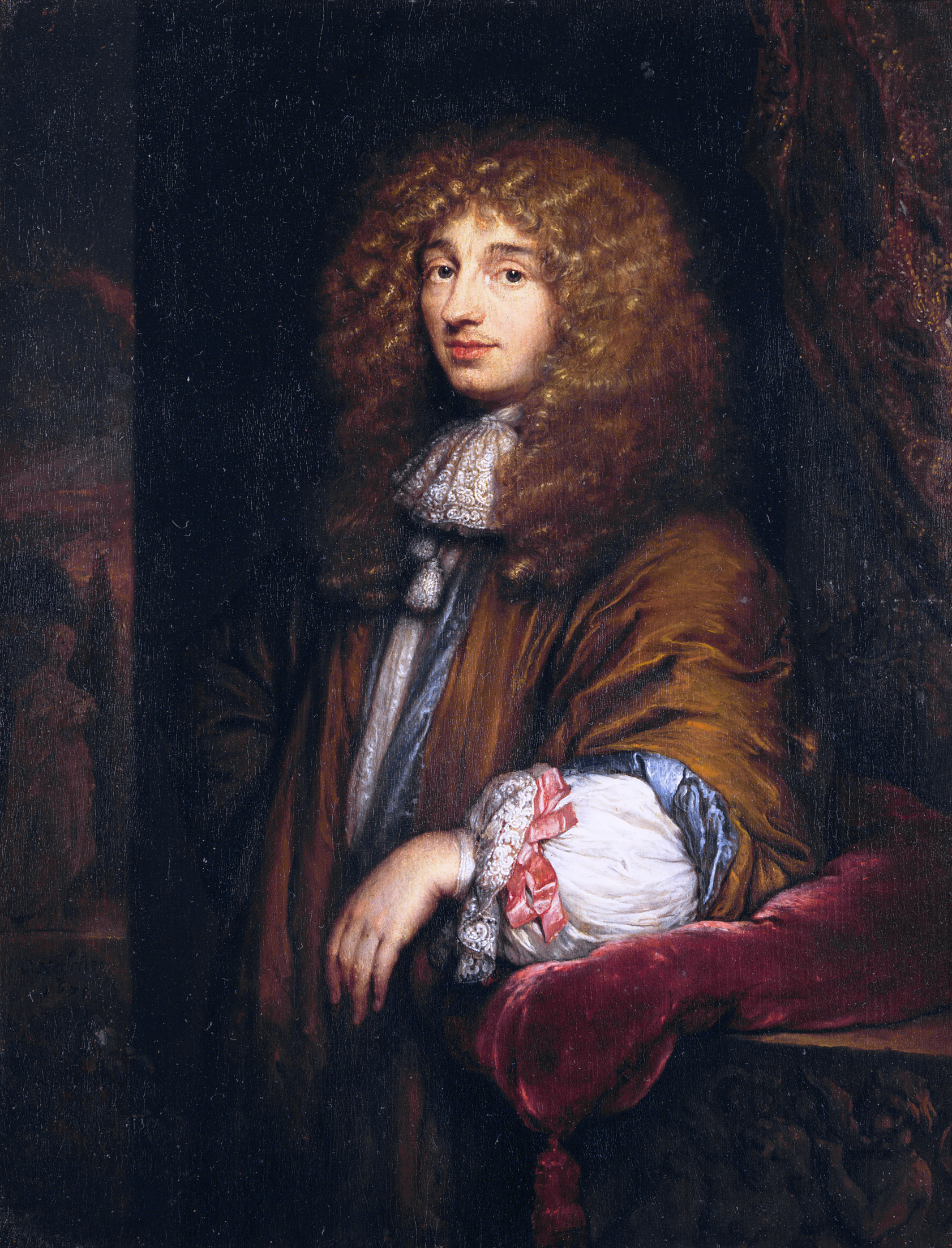
کریستین هویگنس

## قرن ۱۸

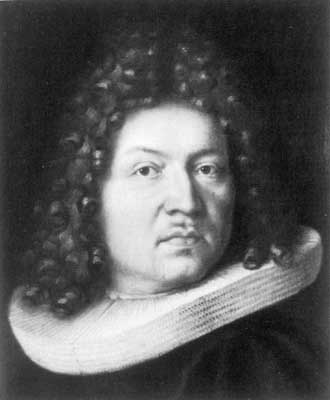
برنولی

در قرن ۱۸ به دلیل کاربردهای احتمال در بازی‌های شانسی، این نظریه بسیار فراگیر شد و  با تلاش اشخاص زیادی که مهم‌ترین آنان برنولی و دموآور بودند، به سرعت رشد یافت. این دو با بررسی ریاضی احتمال، نحوهٔ محاسبهٔ بسیاری از احتمال‌های پیچیده را در کتاب‌های خود مطرح کردند. برنولی همچنین، قانون اعداد بزرگ را اثبات کرد. این قانون نشان می‌دهد که در تعداد زیادی آزمایش، میانگین خروجی نهایی با احتمال زیادی مقداری نزدیک به امید ریاضی خواهد بود.

## قرن ۱۹

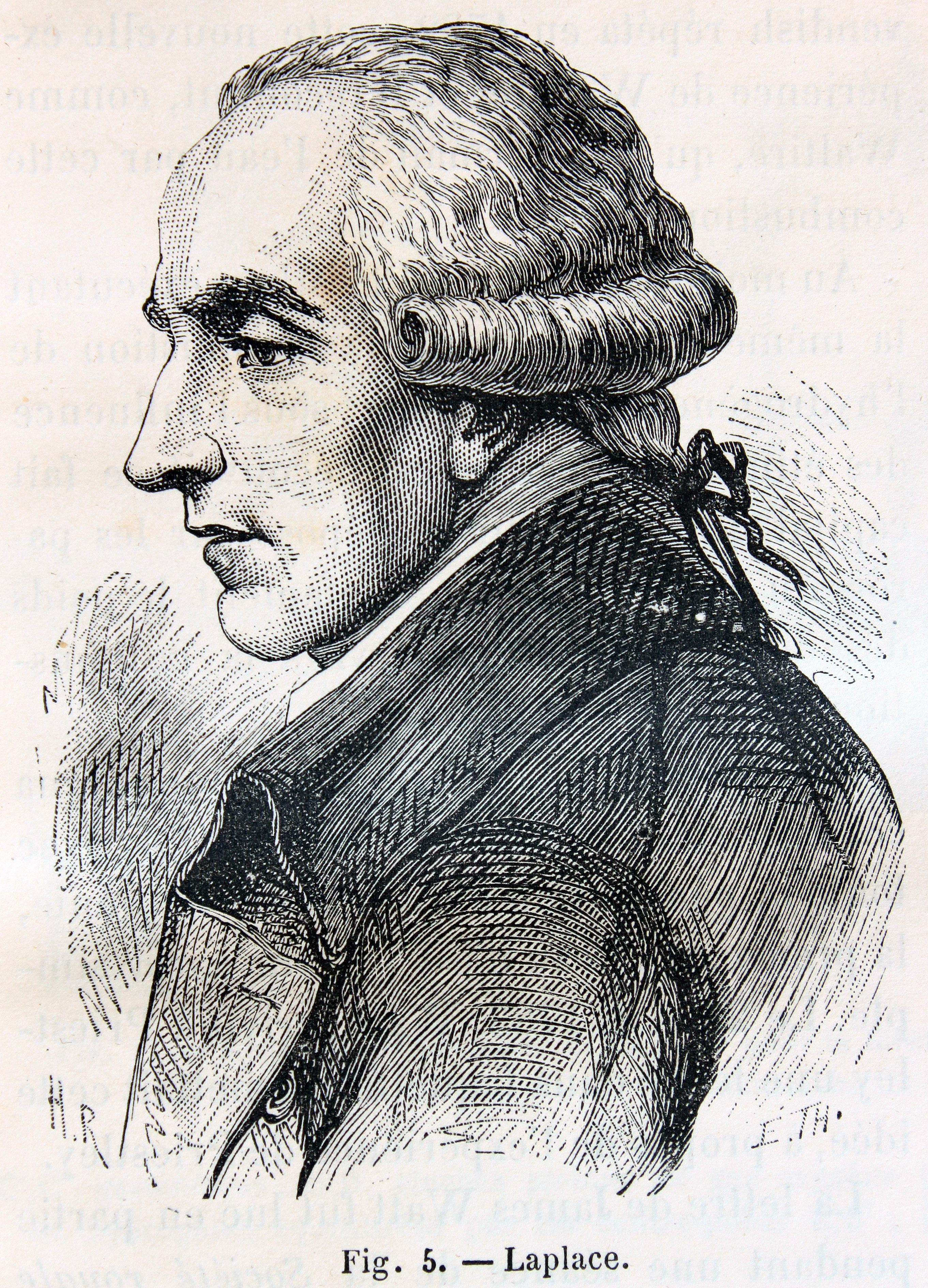
لاپلاس

لاپلاس از تاثیرگذارترین افراد در نظریه احتمال، در سال ۱۸۱۲ شاهکار خود، کتاب نظریه تحلیلی احتمال را معرفی کرد. این کتاب شامل همهٔ کشفیات، ایده‌های نوین و تکنیک‌های ریاضیاتی او و کاربردهای احتمال در دیگر علوم بود. در واقع لاپلاس اولین شخصی بود که به صورت جدی تلاش کرد که نظریه احتمال را به عنوان شاخهٔ جدیدی از دانش و چیزی فراتر از بازی‌های شانسی معرفی کند. نتایج مطالعات لاپلاس، بسیاری از مفاهیم پایه ای ریاضیات را در کنار نظریات فلسفی قرار داد و نشانگر تأثیرگذاری علوم مختلف و از جمله احتمال بر یکدیگر بود.
در اواخر قرن ۱۹، یک موفقیت مهم در توضیح علم مکانیک آماری با بهره‌گیری از قوانین احتمال بدست آمد. لودویگ بولتزمن و ویلارد گیبس توانستند برخی از ویژگی‌های گازها مانند دما را از طریق حرکات تصادفی تعداد زیادی از ذرات توجیه کنند.

## قرن ۲۰
آمار و احتمال از طریق آزمون فرض آماری انجام شده توسط فیشر و جرزی نیمن تا حد زیادی بهم نزدیک شدند. این روش، امروزه به‌طور گسترده در آزمایش‌های زیست‌شناسی و روان‌شناسی و حتی امور اقتصادی به کار می‌رود.
نظریه فرایندهای تصادفی در زمینه‌هایی مانند زنجیره مارکوف و حرکت براونی گسترش یافت. بدین ترتیب یک مدل برای مطالعات نوسانات بازار سهام ایجاد شد.

### دو دیدگاه
در این دوران همچنین اختلاف نظرهایی دربارهٔ تفسیر احتمال پررنگ شد. در قرون قبل frequentism(تکرارگرایی) تفکر غالب بود. بدین معنا که احتمال، ناشی از تکرار چندین بارهٔ یک آزمایش و بررسی نتایج آن است. اما در اواخر قرن ۲۰، دیگاه بیزی غالب شد. بدین معنا که احتمال یعنی یک نظریه تا چه حد با شواهد آن حمایت می‌شود.
برای مطالعه بیشتر در این خصوص، به اینجا مراجعه کنید.